# Martina Maggio
Martina Maggio (Monza, 26 luglio 2001) è una ginnasta italiana, campionessa europea con la squadra agli Europei del 2022 e vincitrice della medaglia di bronzo a squadre ai Mondiali del 2019.

## Carriera junior

### 2014: Trofeo internazionale di Camaiore, Iuvenila Cup, Golden League
A fine 2014, ancora juniores, gareggia per la nazionale italiana al trofeo internazionale di Camaiore con le compagne Sofia Busato, Francesca Noemi Linari, Pilar Rubagotti, Chiara Imeraj e Caterina Vitale; in questa competizione l'Italia si aggiudica la medaglia d'oro, davanti a Francia e Messico, grazie ad un punteggio di 210.900 punti.
Partecipa poi alla Iuvenila Cup in Messico, in squadra con Caterina Vitale e Pilar Rubagotti, dove l'Italia vince ancora una volta la medaglia d'oro; Martina trionfa anche nel concorso individuale, seguita dalla brasiliana Thais Fidelis e dalla connazionale Pilar Rubagotti, vincendo l'oro nelle specialità trave e parallele, mentre ottiene una medaglia di bronzo al corpo libero.
Successivamente gareggia per la squadra Olos Gym 2000 alla Golden League di Porto San Giorgio, dove vince un bronzo.

### 2015: EYOF, Massilia Cup, Campionati di categoria
A luglio 2015 Martina partecipa ad una gara amichevole in preparazione agli EYOF, dove l'Italia ottiene la medaglia d'argento e Martina vince la medaglia di bronzo al corpo libero. L'ultima gara di preparazione agli EYOF è un'amichevole in Gran Bretagna, dove l'Italia vince il bronzo e Martina vince l'oro nel concorso individuale.
Viene convocata per gli EYOF con Caterina Cereghetti e Francesca Noemi Linari, la squadra italiana chiude in quinta posizione e Martina conquista tre finali: all-around, trave e corpo libero; Nella finale individuale a causa di alcuni errori tra trave e parallele chiude diciassettesima, finisce poi quarta alla trave e ottava al corpo libero.
Viene convocata a fine 2015 per partecipare alla Massilia Cup e l'Italia chiude quinta.
Partecipa poi ai campionati di categoria nella sezione junior seconda fascia dove vince l'oro a pari merito con Desiree Carofiglio e precedendo Francesca Noemi Linari.

### 2016: Serie A2, Jesolo, Europei
Nel 2016 partecipa alla serie A2 con la Robur et Virtus Villasanta, che ottiene la promozione in serie A1.
Partecipa poi con la squadra junior al trofeo di Jesolo, Martina conquista 3 finali di specialità, dove vince l'Argento alla trave e al volteggio e il bronzo al corpo libero.
Partecipa ad un incontro amichevole a Carpiano con Gran Bretagna e Germania, vince un bronzo di squadra e un bronzo individuale.
Viene convocata insieme a Martina Basile, Sara Berardinelli, Maria Vittoria Cocciolo e Francesca Noemi Linari agli europei di Berna per la categoria juniores, a causa di un problema al piede non compete alla trave, non potendo quindi prendere parte alla finale all-around, svolge però dei buoni esercizi negli altri attrezzi soprattutto a volteggio dove conquista la finale. Nella finale a volteggio Martina con degli ottimi salti si aggiudica la medaglia d'oro precedendo la connazionale Martina Basile e Denisa Golgota.

## Carriera senior

### 2017: Jesolo, Campionati Gold, Europei
Nel 2017 Maggio viene prestata per la serie A alla Brixia di Brescia ed inizia ad allenarsi stabilmente nella palestra bresciana.
Partecipa al Trofeo di Jesolo e viene successivamente convocata insieme a Giada Grisetti, Lara Mori e Sofia Busato per gli Europei di Cluj-Napoca, dove Maggio si qualifica per la finale all-around e chiude in sesta posizione (migliore italiana).
Partecipa ai Campionati italiani gold dove vince l'oro precedendo Desiree Carofiglio e Clara Colombo, vince poi la finale al volteggio precedendo Desiree Carofiglio e Martina Comin, alle parallele precedendo Alexia Angelini e Alessia Di Nicola, alla trave vince il titolo pari merito con Caterina Cereghetti e precedendo Clara Colombo, nella finale al corpo libero vince il bronzo dietro a Desiree Carofiglio e Clara Colombo.
Subisce un infortunio al crociato durante un allenamento al corpo libero a Brescia, ed è quindi impossibilitata a partecipare a Assoluti e Mondiali.

### 2018: Serie A, Assoluti
Ritorna ad allenarsi a pieno regime a inizio 2018 per poter tornare al più presto alle competizioni.
La sua prima competizione del 2018 è la terza tappa di serie A in prestito all'Artistica 81, svolge una buona gara con esercizi semplificati.
Viene convocata per un collegiale dove verranno scelti i nomi di chi parteciperà ai Giochi del Mediterraneo in Spagna, inizialmente Martina non viene convocata, successivamente a causa dell'infortunio di Desiree Carofiglio, viene convocata in squadra come riserva.
Vince poi l'oro di squadra, che comprende Martina Basile, Caterina Cereghetti, Francesca Noemi Linari, Giada Grisetti e Lara Mori.
Partecipa ai campionati italiani assoluti di Riccione, gareggia nell'all-around dove arriva quarta, svolge degli esercizi semplificati, ma molto ben eseguiti. Partecipa, nella giornata successiva, alle finali di specialità a parallele, trave e corpo libero: nella prima finale svolge un buon esercizio e si piazza quinta con 13.050 (miglior e-score 8.450), nella finale alla trave termina in prima posizione diventando la campionessa italiana 2018, mentre al corpo libero si ferma alla sesta posizione.
Il 24 luglio, mentre si allena al volteggio, atterra male da un doppio avvitamento e subisce nuovamente un infortunio al ginocchio che la costringe a fermarsi.

### 2019: Trofeo città di Jesolo, Serie A, Assoluti, Mondiali
A inizio marzo partecipa al trofeo città di Jesolo come individualista, ottiene 49,066 nel concorso generale individuale, accede alla finale alla trave che termina con 13.400 in quinta posizione.
Partecipa poi alla seconda tappa di Serie A, dove compete al volteggio con un avvitamento e mezzo da 14,250, alla trave 12,200, al corpo libero 12,750, contribuendo così alla vittoria della Brixia. Viene poi convocata per un incontro amichevole in Olanda dove aiuta la squadra italiana a vincere l'oro.
Compete ai campionati italiani assoluti dove termina l'all-around in sesta posizione con 53,750, ed accede alle finali di specialità a parallele, trave e corpo libero. Nella finale a parallele con 13,150 termina in sesta posizione, alla trave con 13,700 termina in seconda posizione dietro a Giorgia Villa e precedendo Asia D'Amato, al corpo libero con 13,000 punti termina in sesta posizione.
Partecipa poi ad un incontro amichevole in Olanda da individualista dove svolge delle buone prestazioni.
Viene convocata per i Mondiali di Stoccarda di inizio ottobre (mondiali qualificanti per le olimpiadi di Tokyo 2020), come riserva. Ai mondiali sostiene da vicino le compagne (Desiree Carofiglio, Alice D'Amato, Asia D'Amato, Elisa Iorio e Giorgia Villa) che riescono a vincere la medaglia di bronzo.

### 2020: Serie A, Assoluti
Martina Maggio partecipa alla prima tappa di Serie A1 con le compagne Alice D'Amato, Asia D'Amato, Elisa Iorio, Giorgia Villa e Veronica Mandriota. Compete su tutti e quattro gli attrezzi e ottiene 14,250 al volteggio, 14,200 alle parallele, 12,650 alla trave con una caduta e 12,700 al corpo libero, contribuendo così alla vittoria della Brixia.
Partecipa poi alla seconda tappa di Serie A ad Ancona, al volteggio ottiene 14,050, alla trave ottiene 12,450 con una caduta, al corpo libero ottiene 13,450.
E' costretta a fermare ai suoi allenamenti a causa della pandemia del Coronavirus e la conseguente chiusura di tutte le palestre, viene poi riammessa il 4 maggio per continuare gli allenamenti insieme alle altre ginnaste agoniste.
Il 17 ottobre, dopo più di 7 mesi di lontananza dal campo gara a causa della pandemia, partecipa alla terza tappa di Serie A per la Brixia, durante la quale gareggia su tutti e quattro gli attrezzi, aiutando la squadra a vincere la tappa.
Il weekend del 7-8 novembre partecipa ai Campionati italiani assoluti svoltisi a Napoli: con quattro buoni esercizi, vince la medaglia di bronzo dietro a Giorgia Villa e Asia D'Amato. Il giorno successivo, durante le finali di specialità, vince la medaglia d'oro alla trave e d'argento alle parallele.
Il 21 e 22 novembre partecipa con la Brixia alla Final Six, ultima tappa di Serie A. Gareggia entrambi i giorni alla trave, aiutando la squadra a vincere la tappa e il Campionato.

### 2021: Serie A, Europei, Assoluti e Olimpiadi
Il 6 marzo partecipa con la Brixia alla prima tappa di Serie A, ad Ancona. Gareggia alle parallele (13,850), alla trave (13,950) e al corpo libero (14,300) contribuendo alla vittoria della squadra. 
La Brixia non prende parte alla seconda tappa di Serie A svoltasi il 28 marzo a causa di contagi da Covid-19.
Il 10 aprile partecipa invece alla terza tappa, gareggiando su tutti gli attrezzi: guadagna 14.400 al volteggio, 14.250 alle parallele e 13.100 alla trave, ma cade al corpo libero (12.550). La Brixia sale comunque sul gradino più alto del podio.
Viene convocata per partecipare ai campionati europei a Basilea, dal 21 al 25 aprile. Nella giornata di qualificazioni gareggia su tutti e 4 gli attrezzi nella speranza di conquistare un pass non nominativo alle Olimpiadi per l'Italia, ma, pur eseguendo un'ottima gara, conclude la giornata al quinto posto, non sufficiente per ottenere il pass.
Si qualifica per la finale dell'all-around, la finale alla trave e la finale al corpo libero (rispettivamente al quarto, quinto e settimo posto).
Il 23 aprile gareggia nella finale dell'all-around, durante la quale svolge tre buone prove ma commette un errore alle parallele: conclude la gara al sesto posto.
Il 25 aprile prende parte alla finale alla trave (dove arriva quinta) e alla finale al corpo libero (dove arriva quarta).
Il 15 maggio partecipa alla semifinale della Final Six, gareggiando alla trave e al corpo libero (dove esegue lo tsukahara per la prima volta dal 2016), ottenendo rispettivamente 13,700 e 14,300.
Il giorno successivo partecipa alla finale gareggiando ancora a trave e corpo libero, sulla prima ottiene 13,700, ma al corpo libero commette una caduta eseguendo lo tsukahara ed è costretta a interrompere l'esercizio (11,850). La Brixia vince il suo 19º scudetto.
Il 5 luglio 2021 viene scelta dal direttore tecnico Enrico Casella per partecipare ai Giochi olimpici di Tokyo 2020.
Il 10 luglio partecipa ai campionati italiani assoluti a Napoli, dove vince la medaglia di bronzo nell'all around.
Il giorno seguente partecipa alle finali di specialità alle parallele e alla trave, dove vince rispettivamente l'argento e l'oro.

#### Olimpiadi di Tokyo
Il 25 luglio prende parte alla fase delle qualificazioni alle Olimpiadi di Tokyo gareggiando su tutti gli attrezzi. Ottiene 14.100 al volteggio, 13,700 alle parallele, 13.066 alla trave e 12.700 al corpo libero aiutando la Nazionale italiana ad accedere alla finale a squadre col settimo punteggio; individualmente si qualifica per la finale all around col ventunesimo punteggio.
Durante la finale a squadre compete solo alle parallele e alla trave dove ottiene rispettivamente 13.433 e 13.075. La squadra complessivamente si classifica al quarto posto con un totale di 163.638 a pochi decimi dalla terza classificata. All'epoca, si trattava del miglior risultato per l'artistica femminile italiana alle Olimpiadi dopo l'argento ad Amsterdam 1928.
Il 29 luglio compete nella finale nell'all-around ottenendo 14.033 al volteggio, 12.466 alle parallele dove commette un piccolo errore, 13.066 alla trave e 13.000 al corpo libero. Con un totale di 52.565 si classifica al 19º posto.

### 2022: oro europeo e Mondiali
Il 12 febbraio torna in gara partecipando alla prima tappa di Serie A ad Ancona.
Al Deutscher Pokal vince l'argento con la squadra e un secondo argento alla trave. Nel mese di aprile, viene convocata per il Trofeo Città di Jesolo e conquista il secondo posto nella gara a squadre, oltre all'argento alla trave e al bronzo all'all-around. A giugno viene convocata per i Giochi del Mediterraneo, dove contribuisce alla medaglia d'oro della squadra. Individualmente, vince l'oro nell'all-around e alla trave, oltre all'argento alle parallele e al corpo libero.
L'11 agosto prende parte alla qualificazione degli Europei, che quest'anno prevede l'assegnazione delle medaglie all-around. Vince il bronzo nell'all-around, nonostante una caduta alle parallele; inoltre contribuisce alla qualifica della squadra italiana alla finale a squadre e indivdualmente accede alla finale al corpo libero con il miglior punteggio. Il 13 agosto vince l'oro nella gara a squadre insieme a Giorgia Villa, Asia D'Amato, Alice D'Amato e Angela Andreoli, impresa storica riuscita prima di allora solo nel 2006. Il 14 Agosto disputa la finale a trave (in sostituzione di Asia D'Amato) e si piazza al 4º posto. Subito dopo gareggia nella finale a corpo libero e vince la medaglia d'argento con un punteggio di 13.933 (5.7 D), dietro alla britannica Jessica Gadirova (14.000, 5.7) e davanti alla connazionale Angela Andreoli (13.866, 5.7).
A ottobre partecipa ai Campionati Italiani Assoluti. Al termine della prima giornata di gara risulta in seconda posizione con 55,850 punti. Dopo il secondo giorno di gara conclude la competizione all-around in prima posizione con 111,350 punti nonostante una caduta alle parallele, vincendo quindi la medaglia d'oro. Vince inoltre tre finali di specialità su quattro (parallele, trave e corpo libero). I 4 ori della Maggio sono il miglior risultato per una singola ginnasta ad un Assoluto dall'edizione 2007, in cui Vanessa Ferrari vinse 4 ori e 1 bronzo.
Il 25 ottobre viene convocata per i Mondiali di Liverpool. Durante la giornata di qualificazioni sale su tutti gli attrezzi e contribuisce a qualificare l'Italia per la finale a squadre con il quarto miglior punteggio; individualmente si qualifica al quarto posto per la finale all-around ed è seconda riserva al corpo libero. Durante la finale a squadre cade due volte alle parallele asimmetriche e, a causa di questo e altri errori commessi dalle italiane, la squadra non va oltre il quinto posto. Durante la finale all-around cade di nuovo alle parallele, eseguendo l'uscita, e termina la gara al nono posto. Viene scelta per sostituire Alice D'Amato nella finale al corpo libero dal momento che viene ritenuto che Maggio avesse più possibilità di vincere una medaglia (essendo vice-campionessa europea in carica su questo attrezzo), ma termina la finale al sesto posto.

### 2023: Serie A e operazione al tendine
L'11 febbraio partecipa alla prima tappa di Serie A; gareggia a volteggio, parallele e trave contribuendo alla vittoria della Brixia. Nello stesso mese prende parte alla Coppa del mondo di Cottbus, gareggiando alla trave, dove arriva quinta. A marzo partecipa alla seconda tappa di serie A, contribuendo alla vittoria della squadra.
Il 1 aprile partecipa al Trofeo Città di Jesolo, gareggiando solo alle parallele a causa di un dolore al tendine. Proprio il dolore al tendine le impedisce di prendere a parte agli Europei. Viene in seguito annunciato che si sarebbe sottoposta a un'operazione per risolvere il problema. Nonostante ciò Enrico Casella sceglie di farla partecipare alla terza tappa di Serie A, a inizio maggio, e alle due giornate di Final Six, alla fine dello stesso mese, gareggiando alla trave e al volteggio. Si sottopone quindi all'operazione solo il 7 giugno, nonostante il dolore persistesse da prima del Trofeo di Jesolo. Non è chiaro perché Casella abbia scelto di rinviare l'operazione e farle prender parte ad altre tre gare, ritardando il suo recupero e rischiando di acutizzare il dolore.

### 2024: Rientro in Serie A e delusione olimpica
Il 9 aprile, Martina Maggio torna in gara alla terza tappa di serie A1 e, gareggiando a trave e volteggio, contribuisce alla vittoria della Brixia nell'ultima tappa di regular season. 
Il 17 aprile Martina si esibisce in campo internazionale durante l'ultima tappa di coppa del mondo a Doha, gareggia alle parallele asimetriche, ma il punteggio di 11.833 non le permette di accedere alle finali di specialità. Il giorno successivo, torna in gara alla trave e ottiene un punteggio di 12.333, non riuscendo a garantirsi un posto in finale neanche su questo attrezzo.  
Il 25 maggio, Martina prende parte alle semifinali della Final Six con la sua squadra, la Brixia di Brescia. Gareggia alle parallele asimmetriche e ottiene un punteggio di 11.600, collaborando per le qualificazioni della squadra nella finale prevista per il giorno successivo.  Il 26 maggio, la ginnasta gareggia al volteggio e alla trave, ottenendo rispettivamente un punteggio di 13.850 e 13.500. La Brixia chiude la gara al secondo posto, dietro la squadra di Civitavecchia, guidata da Manila Esposito. 
Martina torna in gara il 5 luglio agli Assoluti di Cuneo, decisivi in vista delle qualificazioni per i Giochi della XXXIII Olimpiade. Chiude la prima giornata di gara in sesta posizione con un totale complessivo di 52.250 punti.  Il 7 luglio, durante le seconda giornata di gara, ottiene un punteggio sull'all-around di 53.750, chiudendo la gara con un totale di 106 punti, piazzandosi in quinta posizione. Per quanto riguarda la classifica di specialità, Martina è quinta al corpo libero, nona a parallele e settima alla trave. La sera, finita la gara, il Direttore Tecnico Nazionale Enrico Casella annuncia i nomi delle atlete che sarebbero volate a Parigi e Martina viene scelta come prima riserva, non partendo quindi per la spedizione olimpica. 
Il 3 dicembre, Martina annuncia sui social di essersi sottoposta a un secondo intervento chirurgico al piede destro, questa volta riuscito con successo, per eliminare definitivamente il dolore che continuava a tormentarla nonostante un precedente intervento effettuato un anno e mezzo prima. L’operazione è stata necessaria per limare un’eccessiva prominenza ossea sul calcagno, che provocava una fastidiosa infiammazione al tendine d’Achille. 

## Televisione
Ad aprile 2020 partecipa a uno spot pubblicitario per la Tampax insieme alle compagne Asia D'Amato, Alice D'Amato, Elisa Iorio e Giorgia Villa.